# グルプ・アム・フォルスト
グルプ・アム・フォルスト (ドイツ語: Grub am Forst、公式表記はGrub a.Forst) は、ドイツ バイエルン州 オーバーフランケン行政管区 コーブルク郡に属する町村（以下、本項では便宜上「町」と記述する）であり、隣接するニーダーフュルバッハとともにグルプ・アム・フォルスト行政共同体を形成する。

## 地理

### 自治体の構成
この町は、公式には7つの地区 (Ort) からなる。
- ブシェラー
- フォルストフープ
- グルプ・アム・フォルスト
- ロールバッハ
- ロート・アム・フォルスト
- ツァイクホルン

## 歴史
グルプ・アム・フォルストの最初の文書上の記録は、1288年である。かつてのザクセン＝コーブルク公国の一員として、グルプは住民投票（1919年）の後、1920年にバイエルン州に帰属した。

### 町村合併
- 1970年1月1日：ロート・アム・フォルスト
- 1971年1月1日：ブシェラー、ツァイクホルン、ロールバッハ
- 1978年5月1日：フォルストフープ

## 行政

### 議会
議会は14議席から成る。

### 首長
ユルゲン・ヴィットマン

### 紋章
図柄：金地に、大きな針葉樹。盾の両側横から緩やかな傾斜の緑の丘陵。

## 文化と見所

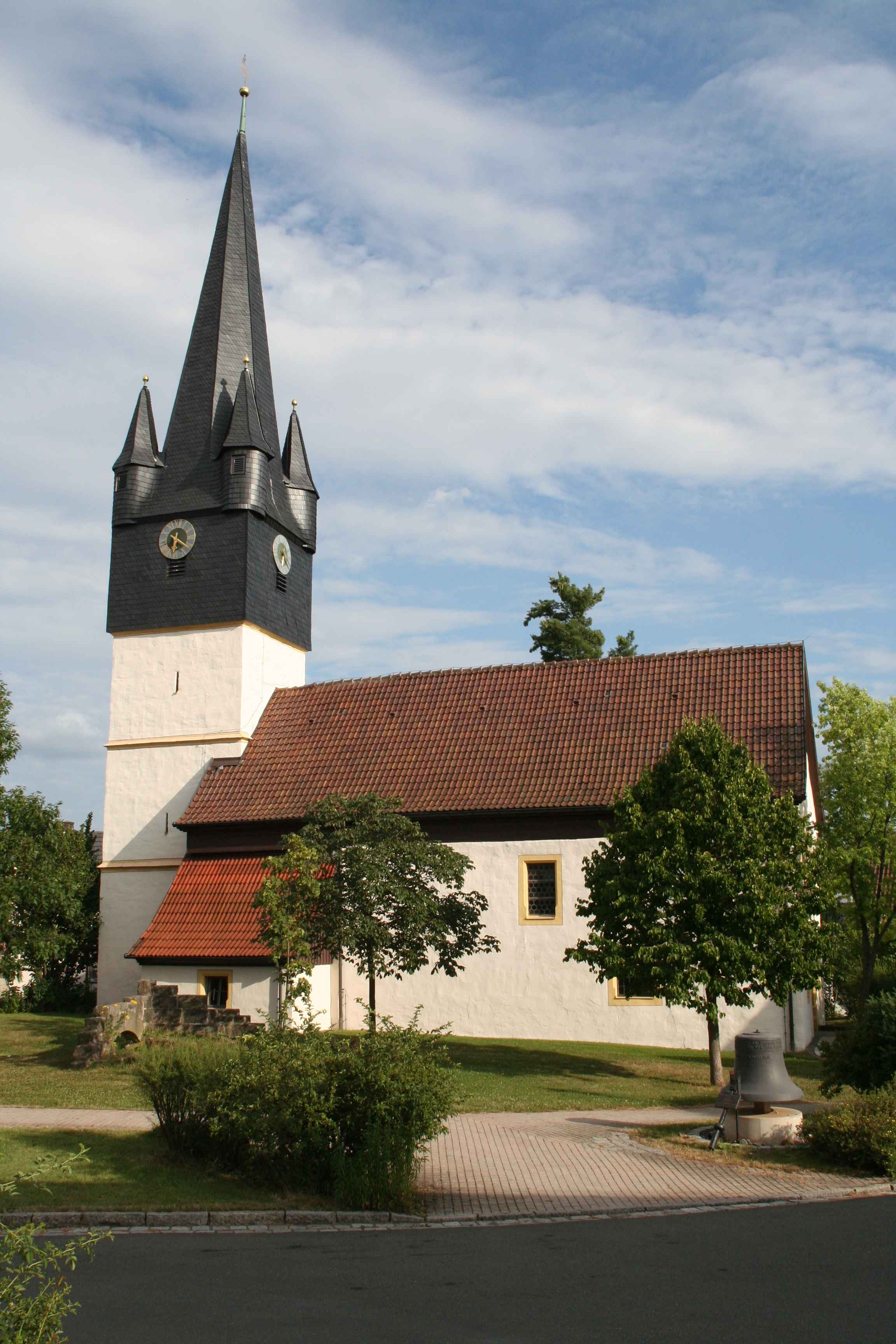
グルプ・アム・フォルストの聖エギディウス教会

### 博物館
ライヒェンバッハ家の郷土博物館

### 建築
- ライヒェンバッハ家
- 聖エギディウス教会

### 公園
- アウエングルント休暇施設

### 自然景観
- アウグスタフェルゼン
- グリューバー・シュタイン
- アウエングルント

## 経済と社会基盤

### 交通
グルプ・アム・フォルストからは連邦道B303号線に直接アクセスできる。アウトバーンA73号線は、グルプ・アム・フォルストとエーバースドルフ・バイ・コーブルクの間で進入路を含めて建設中である。コーブルク - リヒテンフェルス間の鉄道路線が走っている。

## 引用
1. ↑  https://www.statistikdaten.bayern.de/genesis/online?operation=result&code=12411-003r&leerzeilen=false&language=de Genesis-Online-Datenbank des Bayerischen Landesamtes für Statistik Tabelle 12411-003r Fortschreibung des Bevölkerungsstandes: Gemeinden, Stichtag (Einwohnerzahlen auf Grundlage des Zensus 2011)
2. ↑  Bayerische Landesbibliothek Online